# Wolff Heinrichsdorff
Wolff Heinrichsdorff (* 23. September 1907 in Marienburg (Westpreußen); † 24. August 1945) war ein deutscher Staatsbeamter und Schriftsteller. Heinrichsdorff wurde vor allem bekannt als ranghoher Mitarbeiter des Reichsministeriums für Volksaufklärung und Propaganda in den Jahren 1939 bis 1945 sowie als Leiter des Instituts zum Studium der Judenfrage (1939–1945).

## Leben und Arbeit
Heinrichsdorff begann in den späteren 1920er Jahren das Studium der Rechtswissenschaft und Medizin an der Universität Hamburg, das er 1936 mit einer Dissertation über Die Liberale Opposition in Deutschland seit dem 30. Januar 1933 mit der Promotion zum Dr. phil. abschloss. Heinrichsdorff trat zum 1. Oktober 1930 der NSDAP bei (Mitgliedsnummer 341.950).
Während seines Studiums trat er in den Nationalsozialistischen Deutschen Studentenbund ein, in dem er 1930 zum „Führer der Hamburger Studentenschaft“ befördert wurde. In dieser Eigenschaft organisierte Heinrichsdorff am 15. Mai 1933 die öffentliche Verbrennung der Werke zahlreicher den Nationalsozialisten verhasster Schriftsteller durch die Hamburger Studentenschaft, die im Rahmen einer Reihe gleichartiger Aktionen im ganzen Reich stattfand. Als Studentenführer tat Heinrichsdorff sich mit der Forderung hervor, einen speziellen Numerus clausus für jüdische Studierende einzuführen sowie die Habilitation und Berufung von jüdischen Dozenten zu verbieten. In einem öffentlichen Aufruf am 1. Mai 1933 erklärte Heinrichsdorff: „Gefallen ist die liberale Fiktion der Gleichheit vor dem Gesetz und der Unabhängigkeit des Richtertums! Fallen muss und wird die Autonomie der Hochschule, damit der Boden für die nationalsozialistische Universität Hamburg bereitet werden kann!“ Ab 1934 wirkte Heinrichsdorff als Referent der Reichsführung der deutschen Studentenschaft und wurde zudem Adjutant des Reichsführers der Deutschen Dozentenschaft in Berlin. Ab 1937 war er als Schriftleiter bei der NS-Zeitung Rote Erde tätig; erste einschlägige Berufserfahrungen hatte er bereits während seiner Studienzeit bei der Hamburger Universitäts-Zeitung gesammelt.
Nachdem er dem zuständigen Minister Joseph Goebbels als gewandter Propagandist aufgefallen war, kam Heinrichsdorff 1939 ins Reichsministerium für Volksaufklärung und Propaganda in Berlin, wo er rasch Karriere als Beamter machte. Dort erreicht er schließlich den Rang eines Regierungsrates und stieg zum persönlichen Assistenten von Goebbels auf. Abgesehen von seiner Verwaltungsarbeit im Ministerium schrieb Heinrichsdorff in diesen Jahren zahlreiche Artikel für nationalsozialistische Zeitungen und Zeitschriften wie Die Bewegung oder Die Judenfrage. Außerdem übernahm er die Hauptschriftleitung der einflussreichen und von dem SS-"Gegnerforscher" Franz Six herausgegebenen Zeitschrift für Politik.
1939 übernahm Heinrichsdorff darüber hinaus im Auftrag des Goebbels-Ministeriums, und in Nachfolge seines Kollegen Wilhelm Zieglers, die Leitung des Instituts zum Studium der Judenfrage. Dieser Stellung „angemessen“ machte er im September 1939 das „internationale und plutokratische Judentum“ für den Ausbruch des Zweiten Weltkrieges verantwortlich. Die Entscheidung von Chaim Weizmann und des jüdischen Weltkongresses, sich mit der britischen Seite solidarisch zu erklären, sowie die Stellungnahme prominenter Juden wie Albert Einstein zugunsten der britischen Sache, wertete Heinrichsdorff dabei als Beleg für die Richtigkeit der nationalsozialistischen Thesen bezüglich des Judentums und der Juden. Über den britischen Kriegsgegner urteilte er, dass die englische Oberklasse dermaßen „verjudet“ sei, dass man wisse, wem man in England gegenüberstehe: „Dem Weltfeind Nummer 1: Internationale Juden und das machthungrige, haßerfüllte Weltjudentum.“ Im März 1941 war er geladener Gast bei der Eröffnung des Instituts zur Erforschung der Judenfrage. In der SS erreichte er 1942 den Rang eines Hauptsturmführers.
Als „Herr über Goebbels Vorzimmer“ kontrollierte er zudem zeitweise den Zugang zum Propagandaminister und spielte eine wichtige Rolle bei der Niederschlagung des Putschversuches vom 20. Juli 1944. An diesem Tag ermöglichte Heinrichsdorff, durch die „verdächtigen“ Vorgänge in der Hauptstadt argwöhnisch geworden, Hans Wilhelm Hagen, einem in seinem Büro vorstellig gewordenen Mitarbeiter von Otto Ernst Remer, dem Befehlshaber des Berliner Wachbataillons, der die Rechtmäßigkeit der militärischen Aktionen in der Hauptstadt bezweifelte, den Zugang zu Goebbels, der diesen Tag in seiner Privatwohnung in der Hermann-Göring-Straße verbrachte. Folge dieses Rapportes war, dass Goebbels, der in der Abgeschiedenheit seiner Privatwohnung von den Ereignissen nichts mitbekommen hatte, ins Ministerium zurückkehrte und durch seine Kontaktaufnahme zu Remer – der nun die ihm von Seiten der Stauffenberg-Gruppe erteilten Weisungen nicht mehr weiter umsetzte – den Plan der Putschisten zur Übernahme der Macht in Berlin vereitelte.
Zuletzt war er beim Volkssturm. Am 2. Mai 1945 wurde Heinrichsdorff gemeinsam mit anderen prominenten Goebbels-Mitarbeitern wie Hans Fritzsche und Otto Kriegk nach der Schlacht um Berlin von Angehörigen der Roten Armee gefangen genommen. Wegen des Vorwurfs der Kriegsverbrechen wurde er durch ein Sowjetisches Militärtribunal am 24. August 1945 zum Tode verurteilt und hingerichtet.

## Schriften
Dissertation:
- Die Liberale Opposition in Deutschland seit dem 30. Januar 1933. Dargestellt an der Entwicklung der "Frankfurter Zeitung". Versuch einer Systematik der politischen Kritik, Hamburg 1937.

Aufsätze:
- Der XXI. Zionistenkongress in Genf, in: Die Judenfrage vom 21. August 1939.
- Neue Forschungen zur Judenfrage. Die 4. Arbeitstagung des Reichsinstituts für Geschichte des neuen Deutschlands, in: Die Bewegung Nr. 28, 1939.
- Juden Beherrschen England, in: Zeitschrift fur Politik XXIX, S. 639–47, 1939.
- Die Jüdische Entscheidung. Die Juden auf Englands Seite, in: Die Judenfrage vom 18. September 1939.